# I Don’t Wanna Cry
I Don’t Wanna Cry ist ein Lied der amerikanischen Sängerin Mariah Carey. Das Lied wurde von ihr und Narada Michael Walden geschrieben und von Walden produziert. Es erschien auf Careys Debütalbum Mariah Carey (1990). Die Ballade wurde als die vierte Single des Albums im März 1991 veröffentlicht. Das Lied wurde in den Vereinigten Staaten ein weiterer Nummer-eins-Hit für Mariah Carey. Wie die Vorgänger Singles konnte auch I Don’t Wanna Cry einen BMI Pop Award erhalten.

## Hintergrund
I Don’t Wanna Cry war Careys erstes Lied, welches sie nicht mit Ben Margulies zusammen schrieb. Als Carey und Walden das Lied schrieben, war Carey aufgeregt, laut ihr, fühlte es sich an als würde das Lied ein großer Erfolg bei den Radiostationen werden. Aufgrund schlechter Erfahrungen während der Produktion und da Carey dachte, das Lied habe keine Botschaft, erklärte Carey in einem Interview mit MTV, dass sie das Lied nicht mag und versucht das Lied selten vor Publikum zu singen. Carey wollte das Lied zusammen mit Walden mitproduzieren, aber da sich beide während der Produktion einige Male gestritten haben, überlaß Carey später Walden die alleinige Produktion, schließlich wurde Walden zu Careys Lieblingsproduzenten auf ihrem Debütalbum.

## Musikvideo
Die Regie zum Musikvideo führte Larry Jordan. Das Musikvideo zeigt Mariah Carey in einer dunklen Wohnung, wo sie ihre Beziehung verarbeitet.
Das Musikvideo und ein weiteres Musikvideo zu dem Lied wurde auf Careys Videoalbum The First Vision (1991) veröffentlicht, sowie auf ihrem Videoalbum #1’s (1999). Das Musikvideo war das einzige aus ihrem Debütalbum, das auf #1’s veröffentlicht wurde.

## Coverversionen
- 2008: Jason Castro bei American Idol

## Charts
I Don’t Wanna Cry wurde Mariah Careys vierter Nummer-eins-Hit nacheinander in den amerikanischen Billboard Hot 100, dieser Erfolg machte sie zur zweiten Künstlerin (und zur ersten weiblichen und ersten Solokünstlerin) nach den Jackson 5, welche ihre ersten vier Singles auf Platz 1 der Billboard Hot 100 platzieren konnte. Der große Erfolg machte das Album Mariah Carey zu einem Rekordalbum: Jede Single, die aus dem Album veröffentlicht wurde, wurde in den Vereinigten Staaten ein Nummer-eins-Hit. So etwas gelang zuvor noch niemanden. I Don’t Wanna Cry verbrachte vom 19. Mai bis zum 1. Juni 1991 zwei Wochen auf Platz 1. Das Lied löste I Like the Way (The Kissing Game) von den Hi-Fives an der Spitze ab. Careys Nummer-eins-Hit wurde schließlich von Extremes More Than Words abgelöst. Das Lied war eines von vier Carey Liedern, die es im Jahr 1991 in die amerikanischen Jahrescharts schafften, das Lied platzierte sich auf der 26. Außerhalb der Vereinigten Staaten erreichte das Lied noch Platz 7 in Kanada und Platz 49 in Australien. 

### Platzierungen
| Charts (1991)      | Höchstplatzierung |
| ------------------ | ----------------- |
| Australien         | 49                |
| Kanada             | 7                 |
| Vereinigte Staaten | 1                 |

### Jahrescharts
| Jahrescharts (1991) | Platzierung |
| ------------------- | ----------- |
| Vereinigte Staaten  | 25          |